# Municipio de Libby
El municipio de Libby (en inglés: Libby Township) es un municipio ubicado en el condado de Aitkin en el estado estadounidense de Minnesota. En el año 2010 tenía una población de 45 habitantes y una densidad poblacional de 0,48 personas por km².

## Geografía
El municipio de Libby se encuentra ubicado en las coordenadas 46°48′44″N 93°23′38″O / 46.81222, -93.39389. Según la Oficina del Censo de los Estados Unidos, el municipio tiene una superficie total de 93.49 km², de la cual 89,98 km² corresponden a tierra firme y (3,76 %) 3,51 km² es agua.

## Demografía
Según el censo de 2010, había 45 personas residiendo en el municipio de Libby. La densidad de población era de 0,48 hab./km². De los 45 habitantes, el municipio de Libby estaba compuesto por el 95,56 % blancos, el 4,44 % eran amerindios. Del total de la población el 0 % eran hispanos o latinos de cualquier raza.